# جان کرافورد
جان باکنر کرافورد (انگلیسی: John Buckner Crawford؛ زادۀ ۱۷ ژانویه ۱۹۶۰) یک خواننده و ترانه‌سرای آمریکایی است که به‌دلیل مشارکت در بنیان‌گذاری گروه پاپ برلین، که چندین آهنگ موفق در دهه ۱۹۸۰ داشت، شهرت دارد.